# بادية ارم (المهرة)

تعديل مصدري - تعديل

بادية ارم هي إحدى قرى عزلة الفيدمي بمديرية الغيظة التابعة لمحافظة المهرة، بلغ تعداد سكانها 85 نسمة حسب تعداد اليمن لعام 2004.